# 杉原駅
杉原駅（すぎはらえき）は、岐阜県飛騨市宮川町杉原にある、東海旅客鉄道（JR東海）高山本線の駅である。
2006年（平成18年）の神岡鉄道神岡線の廃止以降、岐阜県最北端の駅となっている。JR東海管轄駅としても最北端である。

## 歴史

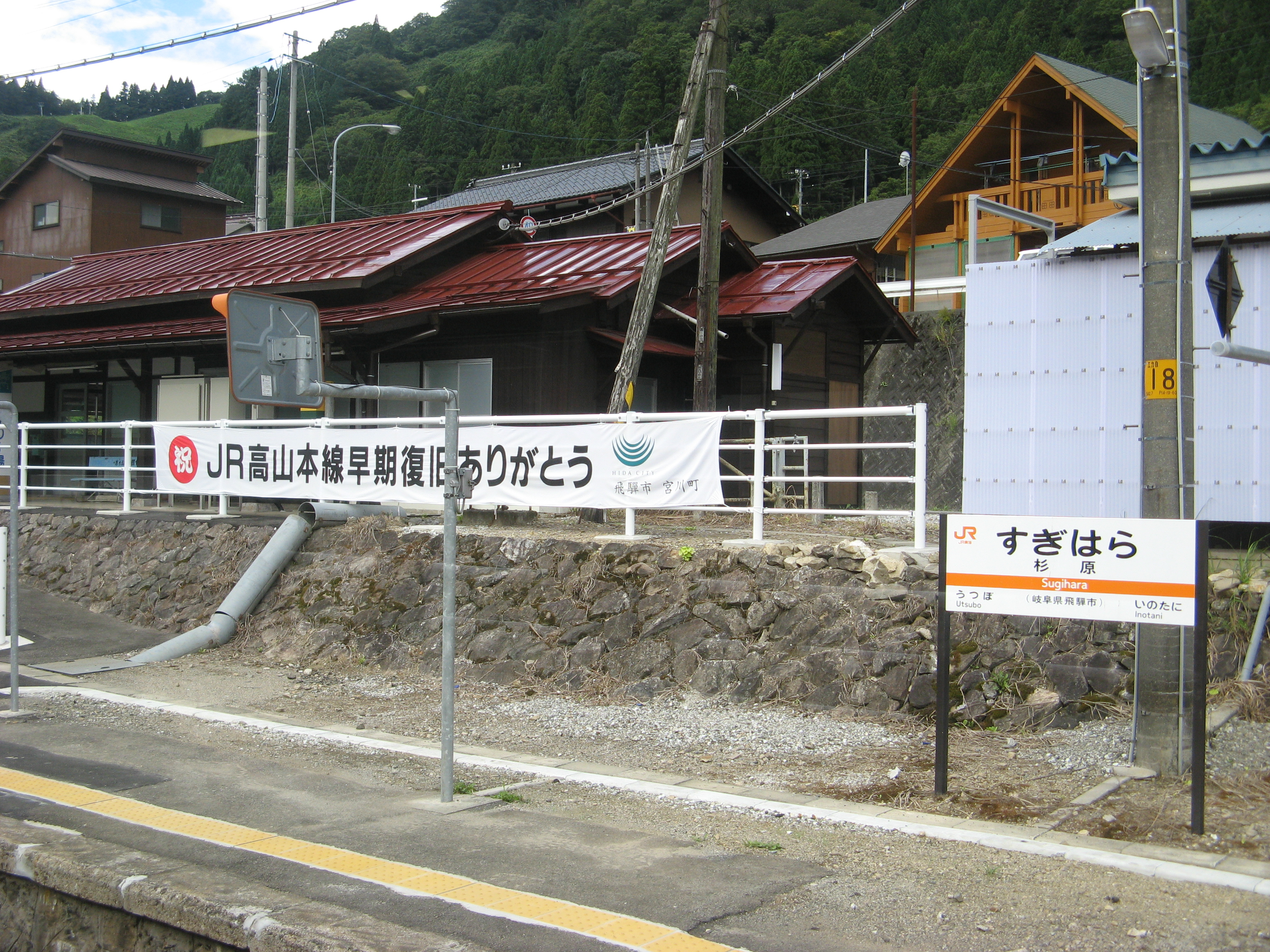
平成16年台風第23号による災害からの復旧に感謝する横断幕（2007年9月）

- 1932年（昭和7年）8月20日：鉄道省飛越線（現・高山本線）猪谷駅 - 当駅間延伸時に終着駅として開設[1]。一般駅[2]。
- 1933年（昭和8年）11月12日：飛越線当駅 - 坂上駅間延伸、途中駅となる。
- 1934年（昭和9年）11月12日：線路名称改定。飛越線が高山本線へ編入、同線の駅となる。
- 1973年（昭和48年）4月20日：貨物取扱廃止[2]。
- 1984年（昭和59年）2月1日：荷物扱い廃止[2]。
- 1985年（昭和60年）6月1日：無人駅化[1][3][4]。
- 1987年（昭和62年）4月1日：国鉄分割民営化に伴い、東海旅客鉄道（JR東海）の駅となる[2]。

## 駅構造
相対式ホーム2面2線を有する地上駅。1番線に猪谷方面行き下り列車が、2番線に高山方面行き上り列車が停車する。木造駅舎を備える。
高山駅管理の無人駅。駅舎は線路より1段高い所にある。
1990年まで急行「のりくら」が運転されていた時は、冬季にスキー客の利便を図って一部列車が臨時停車していた。特急「ひだ」に格上げされた後も2003年2月まで一部列車が臨時停車していた。

### のりば
| 番線 | 路線        | 方向 | 行先           |
| ---- | ----------- | ---- | -------------- |
| 1    | CG 高山本線 | 下り | 富山方面       |
| 2    | CG 高山本線 | 上り | 高山・下呂方面 |

## 駅周辺
- 国道360号（旧道）：現道は宮川対岸である。
- 唐堀山（標高1,160m）
- 飛騨まんが王国
- 玄昌寺：飛騨三十三観音霊場 第19番札所。
- 旧白木ヶ峰スキー場（2011年に営業終了したがゲレンデは残っている）

## 隣の駅
東海旅客鉄道（JR東海）
CG 高山本線
打保駅 - 杉原駅 - 猪谷駅